# Її тимчасовий чоловік
«Її тимчасовий чоловік» (англ. Her Temporary Husband) — американська кінокомедія режисера Джона МакДермотта 1923 року.

## У ролях
- Оуен Мур — Томас Бертон
- Сід Чаплін — Джадд
- Сільвія Брімер — Бланш Інгрем
- Таллі Маршалл — Джон Інгрем
- Чарльз К. Джеррард — Кларенс Топпінг
- Джордж Купер — Конрад Джаспер
- Чарльз Райснер — Гектор
- Джон Патрік — Ларрі
- Крейг Біддл молодший
- Віллі Фанг